# Катастрофа Boeing 707 на Монблане
Катастрофа Boeing 707 на Монблане — крупная авиационная катастрофа, произошедшая в понедельник 24 января 1966 года на горе Монблан. Авиалайнер Boeing 707-437 авиакомпании Air-India выполнял пассажирский рейс AI101 по маршруту Бомбей—Дели—Бейрут—Женева—Лондон, но на подходе к аэропорту Женевы врезался в гору и полностью разрушился. Погибли все находившиеся на его борту 117 человек — 106 пассажиров и 11 членов экипажа.

## Самолёт
Boeing 707-437 (регистрационный номер VT-DMN, заводской 18055, серийный 200) был выпущен в апреле 1961 года, а 18 апреля получил лётный сертификат. Далее лайнер был продан Air-India, в которую поступил 4 мая и получил имя Канченджанга. Оснащён четырьмя турбовентиляторными двигателями Rolls-Royce 508 Conway. На день катастрофы налетал 16 188 часов, из них с момента проверки A (каждые 150 часов) — 12 часов 35 минут, а с момента проверки V (каждые 6000 часов) — 1934 часа. В ходе проверок по самолёту не было выявлено каких-либо замечаний, никаких происшествий с ним не было.

## Экипаж и пассажиры
Самолётом управлял опытный экипаж, состав которого был таким:
- Командир воздушного судна (КВС) — 43-летний Дж. Т. Д’Соуза (англ. J. T. D’Souza). Родился 22 сентября 1922 года в Гоа (Индия). Проработал в авиакомпании Air-India 18 лет и 3 месяца (с 9 ноября 1947 года). Был квалифицирован для полётов на DH.2, DC-3, Viking, Super Constellation, Boeing 707—347 и −337. Непосредственно на Boeing 707—437 обучался с 22 мая по 8 июля 1961 года, провёл 22 часа 30 минут на тренажёрах, 26 часов в учебных полётах и 163 часа 55 минут в качестве наблюдателя. В Женеву за предшествующий год летал 7 раз (последний — 2 декабря 1965 года); последний предыдущий полёт выполнял 20 января 1966 года из Бомбея в Калькутту и обратно. Налетал 14 664 часа, 2651 из них на Boeing 707 (включая 88 часов 40 минут за последние 2 месяца). Никаких происшествий и несчастных случаев ранее не имел[3].
- Второй пилот — 39-летний Г. С. Уилкс (англ. G. C. Wilks). Родился 2 мая 1926 в Калькутте (Индия). Проработал в авиакомпании Air-India 1 год и 4 месяца (с 1 сентября 1964 года). Был квалифицирован для полётов на Boeing 707—437. Обучался с 29 октября по 12 декабря 1964 года, провёл 63 часа на тренажёрах, 12 часов 50 минут в учебных полётах и 92 часа 20 минут в качестве наблюдателя. В Женеву за предшествующий год летал 5 раз (последний — 6 января 1966 года), из которых 3 совершал в качестве наблюдателя и 2 — в должности. Последний предыдущий полёт совершал 18 января 1966 года по маршруту Лондон—Париж—Франкфурт-на-Майне—Бейрут. Налетал 12 899 часов, 290 из них на Boeing 707 (включая 89 часов 10 минут за последние 2 месяца)[1].
- Штурман — 37-летний А. М. Аснани (англ. A. M. Asnani). Родился 13 апреля 1928 года в Карачи (Пакистан). Проработал в авиакомпании Air-India 2 года и 9 месяцев (с 1 апреля 1963 года). За предшествующий год 8 раз летал по маршруту Турин—Женева, последний полёт был 27 ноября 1965 года. Налетал 4875 часов, 1616 из них на Boeing 707[1].
- Бортинженер — 32-летний Р. С. Боруах (англ. R. C. Borooah). Родился 24 декабря 1933 в Наиге (Naiga) (Индия). Проработал в авиакомпании Air-India 11 месяцев (с 28 января 1965 года). Был квалифицирован для полётов на Super Constellation, Boeing 707-337B и −437. Налетал 5584 часа, 1339 из них на Boeing 707[1].

В салоне самолёта работали пять стюардов и две стюардессы:
- П. Д. Мелло (англ. P. D. Mello). В Air-India с 7 декабря 1956 года.
- Д. К. Чадха (англ. D. K. Chadha). В Air-India с 21 сентября 1959 года.
- А. Мултани (англ. A. Multani). В Air-India с 15 февраля 1963 года.
- Г. Сингх (англ. G. Singh). В Air-India с 16 ноября 1964 года.
- М. Мансукхани (англ. M. Mansukhani). В Air-India с 11 июня 1960 1963 года[1].

- М. Санни (англ. M. Sanny). В Air-India с 28 мая 1963 года.
- Ф. Эрани (англ. F. Eranee). В Air-India с 15 марта 1965 года)[1].

Весь технический и коммерческий персонал перед полётом имел отдых в Бейруте длительностью 39 часов 35 минут.
Среди пассажиров на борту самолёта находился Хоми Джехангир Баба — индийский физик-атомщик, член Совета управляющих МАГАТЭ и крупный общественный деятель.

## Предшествующие обстоятельства
Boeing 707-437 борт VT-DMN выполнял рейс AI101 из Бомбея в Лондон (по некоторым данным — до Нью-Йорка) с промежуточными посадками в Дели, Бейруте и Женеве. Во время перелёта из Дели в Бейрут КВС отметил, что VOR №2 работает неустойчиво на всех частотах. Согласно с действующими правилами на случай технических отказов, перелёт из Бейрута в Женеву должен был выполняться с использованием единственного исправного VOR. Других технических отказов выявлено не было.
Согласно выданному в Бейруте плану полёта до Женевы, рейс 101 должен был вылететь из Бейрута 24 января в 03:00 UTC, после чего на скорости 368 км/ч, следуя по воздушному коридору UG 2E набирать высоту до пересечения с UG 18, при этом увеличивая скорость до 482 км/ч, далее занять эшелон FL310 (9450 метров) и следовать до UG 18B, после чего следовать через опорные точки Родос, Милос, Араксос, Катандзаро, Понца и Монблан; после прохождения последнего на скорости 350 км/ч начать снижение и через 20 минут достичь Женевы. Расчётная продолжительность полёта 4 часа 12 минут, ожидаемое время посадки в Женеве 07:34. Всего на борту лайнера находились 11 членов экипажа и 106 пассажиров. Расчётный взлётный вес авиалайнера составлял 121 575 килограммов при центровке 28,2 %, вес при посадке в Женеве должен был составлять 91 437 килограммов при центровке 28 %.

## Катастрофа

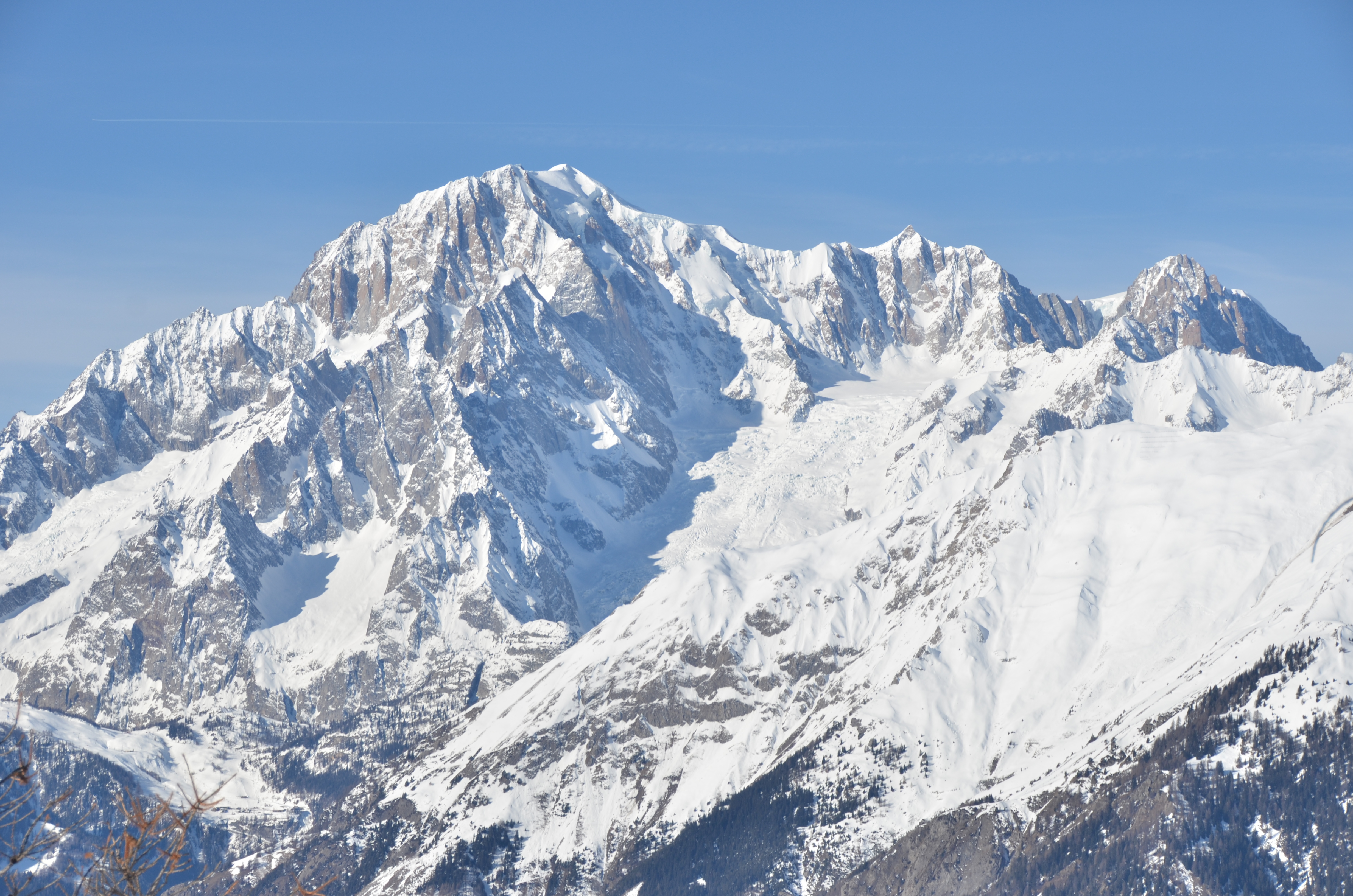
Массив Монблан

В 06:51 экипаж рейса AI101 перешёл на связь с диспетчерским центром в Женеве и доложил, что они прошли Турин, находятся на эшелоне FL310 и рассчитывают пройти Монблан в 07:02. Тогда авиадиспетчер дал указание снижаться и занимать эшелон FL200 (6100 метров), а в 06:59, когда самолёт в течение нескольких минут идентифицировался на вторичном радиолокаторе — занимать эшелон FL190 (5800 метров). В 07:00 командир доложил о занятии указанного эшелона, на что получил указание пока сохранять данную высоту, но при желании можно продолжить снижение, если экипаж сможет соблюдать правило «Тысяча сверху» (1000 футов [300 метров] над препятствиями, включая облака). КВС подтвердил получение информации и сказал, что они прошли Монблан. Однако диспетчер его тут же поправил, сказав, что до Монблана ещё 9 километров, на что командир ответил: Roger (Понял). В 07:00:55 с борта VT-DMN было доложено о снижении с эшелона FL190. Это была последняя радиопередача с рейса AI101. На вторичном радиолокаторе засветка самолёта в 07:02 достигла Монблана, после чего исчезла прямо над ним. Засветка на первичном радиолокаторе горела на протяжении минуты, но затем также погасла. Попытки диспетчера вызвать рейс AI101 оказались безуспешными.
Из-за сильного встречного ветра авиалайнер задерживался с прибытием. К тому же ориентируясь на удаление в 152 километра от радиомаяка Лиона по единственному исправному VOR, экипаж неверно определил своё точное местоположение, а потому начал преждевременное снижение. Через минуту на высоте 4673 метра рейс AI101 на высокой скорости врезался в склон горы Монблан (на высоте 4810 метров) и полностью разрушился.
Организованными поисками обломки лайнера были обнаружены на склоне массива Монблан в 10:30. Все 117 человек на его борту погибли.
На момент событий эта катастрофа занимала второе место как на территории Франции, так и с участием Boeing 707, уступая по обеим категориям катастрофе в Париже 1962 года (130 погибших).

## Последствия
3 августа 2017 года на леднике Монблан, в связи с таянием ледников, были обнаружены человеческие останки, относящиеся к катастрофе рейса AI101.